# اسوره ینسن
اسوره ینسن (نروژی: Sverre Jensen; ۲۲ ژانویهٔ ۱۸۹۳ – ۲۶ اکتبر ۱۹۶۳) بازیکن فوتبال اهل نروژ بود.
وی همچنین در تیم ملی فوتبال نروژ بازی کرده‌است.